# Pera de Sant Joan

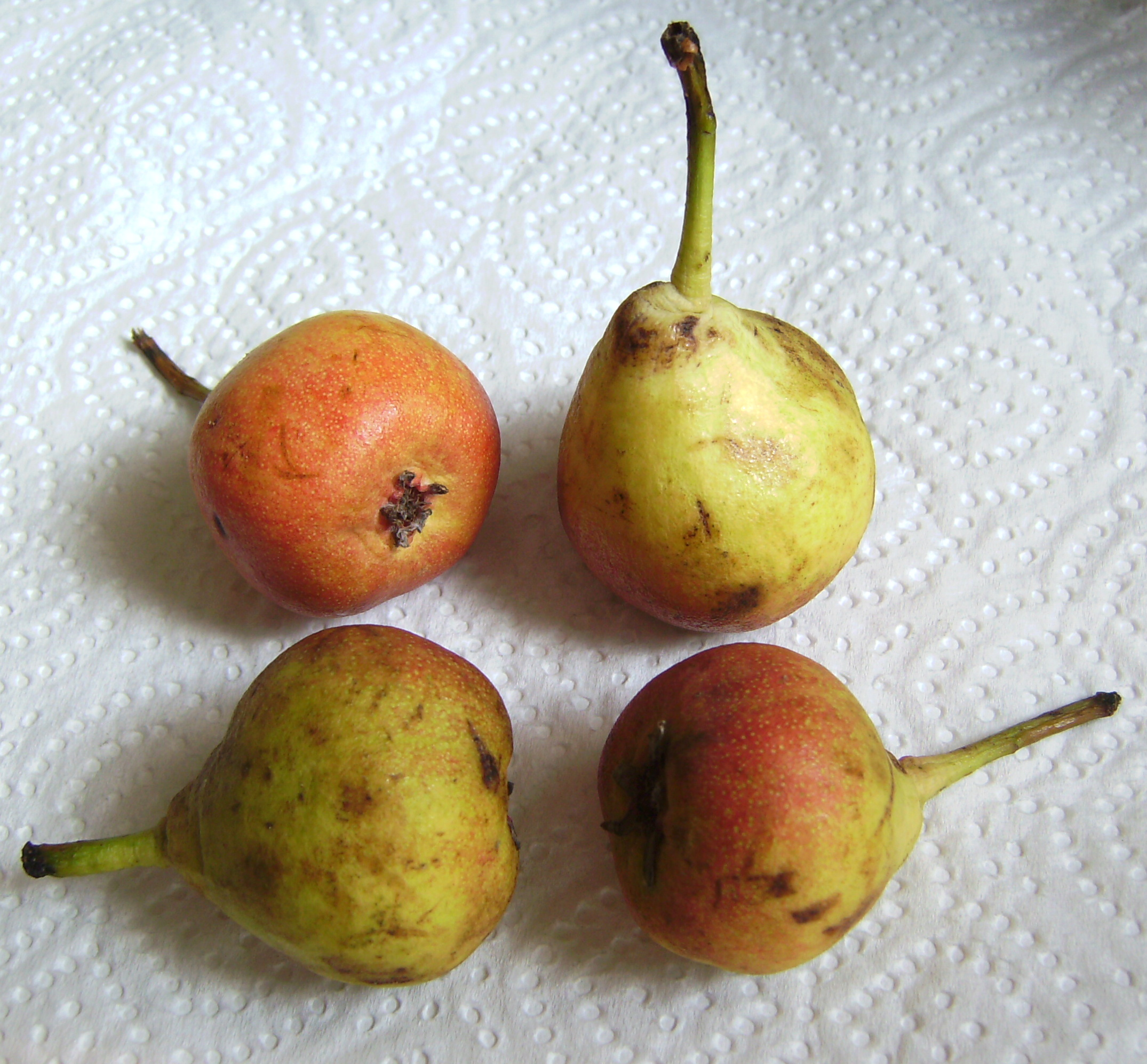
Peres de Sant Joan

La pera de Sant Joan o pera Castell és un tipus de pera que destaca per ser les peres més primerenques i les més petites.

## Història
El seu origen és a Sant Boi de Llobregat, on un membre de la família Castells l'hauria importat des de Sud Amèrica a mitjans del segle xix. Va agafar branques per fer empelts, i així a la tornada a Sant Boi va començar a cultivar aquesta varietat. Aquest fet explicaria l'origen també del seu nom. Altres fonts situen el seu origen a Mallorca i parlen de la varietat mallorquina de Sant Joan.

## Descripció
La perera de Sant Joan és un arbre vigorós que produeix peres menudes de color groc verdós clar amb tint vermell a la banda on li toca el sol, que fan uns 4 cm de llargada amb un diàmetre aproximat de 3 cm. L'arbre floreix entre març i abril (com fan la resta de les varietats de pera) i els fruits maduren entre mitjan juny i principi de juliol. La seva polpa és blanca i cruixent i s'acostumen a menjar amb la pela i tot. Com a inconvenient té que es torna fàcilment bruna per dins i, per tant, no resisteix la conservació.